# Peter Sack
Peter Sack (Schkeuditz, 27 luglio 1979) è un ex pesista tedesco.
Vanta un record personale di 21,19 m.

## Biografia
Il 27 novembre 2010 viene dato l'annuncio del suo ritiro dall'attività agonistica.

## Palmarès
| Anno | Manifestazione    | Sede      | Evento         | Classifica     | Risultato | Note |
| ---- | ----------------- | --------- | -------------- | -------------- | --------- | ---- |
| 1997 | Europei juniores  | Lubiana   | Getto del peso | Bronzo         | 17,23 m   |      |
| 1998 | Mondiali juniores | Annecy    | Getto del peso | 4º             | 18,09 m   |      |
| 2001 | Europei under 23  | Amsterdam | Getto del peso | 9º             | 18,26 m   |      |
| 2004 | Olimpiadi         | Atene     | Getto del peso | 24º            | 19,09 m   |      |
| 2006 | Mondiali indoor   | Mosca     | Getto del peso | 11º            | 19,79 m   |      |
| 2007 | Mondiali          | Osaka     | Getto del peso | Qualificazione | nm        |      |
| 2008 | Mondiali indoor   | Valencia  | Getto del peso | 7º             | 20,05 m   |      |
| 2008 | Olimpiadi         | Pechino   | Getto del peso | 13º            | 20,01 m   |      |
| 2009 | Mondiali          | Berlino   | Getto del peso | Finale         | nm        |      |

## Altre competizioni internazionali
2009
- Campionati europei a squadre di atletica leggera ( Leiria)